# Emil Wolk
Emil Wolk (New York, 1944) è un attore e baritono statunitense naturalizzato britannico.

## Biografia
Figlio del baritono Jess Walters, Emil Wolk si trasferì nel Regno Unito con il padre durante l'infanzia. Attivo prevalentemente sulle scene londinesi, nel 1987 interpretò Joe Ambrosio in Kiss Me, Kate e per la sua interpretazione vinse il Laurence Olivier Award al miglior attore in un musical. Nel 2009 esordì al Teatro alla Scala, interpretando Puck nel Sogno di una notte di mezza estate di Benjamin Britten per la regia di Robert Carsen.

## Filmografia parziale

### Cinema
- Due metri di allergia (The Tall Guy), regia di Mel Smith (1989)
- L'ultima tempesta (Prospero's Books), regia di Peter Greenaway (1991)
- Delitti e segreti (Kafka), regia di Steven Soderbergh (1991)

### Televisione
- Stalin, regia di Ivan Passer – film TV (1992)